# Aleksander Cichoń
Aleksander Jan Cichoń (* 9. prosince 1958 Řešov, Polsko) je bývalý polský zápasník, volnostylař. V roce 1980 vybojoval na olympijských hrách v Moskvě bronzovou medaili v kategorii do 90 kg.